# L'odalisca (Fortuny 1861)
L'odalisca (in spagnolo: La odalisca) è un dipinto a olio realizzato da Marià Fortuny i Marsal a Roma, nel 1861, e che attualmente si trova al museo nazionale d'arte della Catalogna a Barcellona.

## Storia
La borsa di studio come pensionato di pittura, ottenuta da Fortuny nell'anno 1857, comportava l'obbligo di eseguire, durante il periodo del suo soggiorno a Roma, una serie di opere che l'artista era obbligato a inviare alla deputazione provinciale di Barcellona. L'impegno preso consisteva nel recapito di varie composizioni, fondamentalmente degli studi accademici di figure disegnate, una copia di un quadro di un autore classico e una composizione a olio di sua invenzione sul "tema della storia generale della Catalogna". In nessun caso si deduce dai documenti conservati che L'odalisca figurasse nell'elenco degli incarichi del pensionato, e tuttavia il quadro, creato a Roma nel 1861, finì per diventare la prima opera inviata alla Disputazione, il 14 febbraio del 1862, assieme a una lettera del pittore.
Appare evidente che Fortuny alterò, a suo piacimento, il tema fissato dalla corporazione provinciale. Indubbiamente, in questo cambiamento influì decisivamente la prima visita al nord del Marocco, effettuata nel 1860.

## Descrizione
(José Yxart y Moragas, Fortuny, Biblioteca "Arte y letras", 1882)
In primo piano è rappresentata una donna, che è una schiava, nuda e con i lunghi capelli neri, che è sdraiata su un lenzuolo bianco. Sullo sfondo si vede un uomo (probabilmente un eunuco) che suona uno strumento, il liuto, accanto a un narghilè: chiaramente sono oggetti provenienti dal mondo orientale. Quanto all'illuminazione, si può osservare il gioco di luci sull'odalisca, poiché la donna è molto illuminata da una luce che risalta la sua sensualità, mentre l'uomo nello sfondo è rappresentato nella penombra. D'altro canto, si può vedere chiaramente questa influenza araba nella scena raffigurata, nei tocchi di luce e anche dagli oggetti presenti, come il narghilè, la tazza da tè, eccetera.
La composizione fortuniana presenta degli elementi di coincidenza con la celebre Grande odalisca di Jean-Auguste-Dominique Ingres, dipinta a Roma nel 1814, e soprattutto con l'opera Donna addormentata dipinta da Eduardo Rosales sempre nella futura capitale italiana nell'anno 1859. Il tema delle odalische verrà affrontato altre volte da Marià Fortuny, come in un quadro del 1862 e un altro che oggi è conservato al museo di belle arti di Buenos Aires.